# Addio California
Addio California (Goodbye California) è un romanzo giallo del 1977 scritto da Alistair MacLean.

## Ricezione
Il libro è diventato un best seller nel 1978.

## Trama
Ambientato in California, un terrorista islamico rapisce 4 scienziati nucleari, la moglie del sergente Ryder, e ruba del materiale radioattivo dalla stessa una centrale nucleare. Di fronte alla resistenza all'interno del suo dipartimento di polizia, Ryder insieme al figlio Jeff (poliziotto anch'esso), lasciano il lavoro e inizio la loro personale indagine al difuori della legge. Insieme ad alcuni altri amici fidati tentano di impedire al gruppo di terroristi di far esplodere bombe atomiche di costruzione domestica, lungo le faglie Californiane, esplosioni in grado di scatenare massicci terremoti distruggendo le principali città della California.
Durante la ricerca della moglie, Ryder si imbatterà in una situazione di dilagante corruzione.

## Background
L'ispirazione per la trama sembra essere stata riconosciuta dallo stesso Maclean nella sua prefazione all'edizione del 1977 del libro in cui descrive la sua prima esperienza di un terremoto mentre si trovava in California il 9 febbraio 1971.
Maclean ha detto in un'intervista del 1975 che stava lavorando a un libro in cui metà della California è caduta nell'oceano. "Effetto Giove è richiesto per il 1982 quando tutti i pianeti sono in allineamento", ha detto. “Ci sono persone che ci credono. Più ci sto dentro, più ci credo io stesso..

## Versione per film su proposta
Il regista Don Sharp e il produttore Peter Snell, che avevano collaborato al film "L'isola della paura", basato su un altro romanzo di MacLean, hanno cercato di realizzare una versione cinematografica di "Goodbye California", con Charles Heston, per Time Life. Poco prima delle riprese doveva iniziare, tuttavia Time Life ha venduto la sua divisione cinematografica e il film non è andato avanti.

## Edizione
- Alistair MacLean, Addio California, traduzione di Silvia Accardi, Milano, 1979  [1977],  p. 345.